# Composition retardatrice
 (décembre 2017).
Si vous disposez d'ouvrages ou d'articles de référence ou si vous connaissez des sites web de qualité traitant du thème abordé ici, merci de compléter l'article en donnant les références utiles à sa vérifiabilité et en les liant à la section « Notes et références ».
Une composition retardatrice (ou composition retard) est une composition pyrotechnique constituée d'un mélange de comburant et de combustible qui brûle à une vitesse basse, constante, et peu sensible à la température et à la pression.
C'est l'un des éléments de la chaîne pyrotechnique, permettant de retarder la détonation des explosifs, utilisé dans les feux d'artifice, des détonateurs de mines, ou encore des grenades.
Les temps de retard varient typiquement de quelques millisecondes à quelques secondes.
Le mélange comburant-combustible est caractérisé par une granulométrie élevée (diminuant la densité et inhibant la propagation de la combustion). La plupart des compositions produisent peu ou pas de gaz pendant la réaction.

## Réactifs
Les réactifs peuvent être des :
- combustibles (réducteurs, consommant de l'oxygène) : silicium, bore, manganèse, tungstène, antimoine, trisulfure d'antimoine, zirconium, alliage zirconium-nickel, zinc, magnésium ;
- comburants (oxydants, apportant de l'oxygène) : dioxyde de plomb, oxydes de fer, chromate de baryum, chromate de plomb, oxyde d'étain(IV), oxyde de bismuth(III), sulfate de baryum, perchlorate de potassium ;
- additifs (ralentissent la vitesse de réaction) : dioxyde de titane, craie, hydrogénocarbonate de sodium.

## Vitesse de combustion
La vitesse de combustion dépend de :
- la nature du combustible ;
- la nature du comburant ;
- la stœchiométrie ;
- la taille des particules : de petites particules brûlent plus vite, mais des particules trop petites peuvent au contraire stopper la propagation de la combustion ;
- le confinement : le diamètre de la charge dans laquelle est placée la composition retardatrice et la conductivité thermique influencent les pertes latérales de chaleur ;
- les températures extrêmes : des températures excessivement hautes ou basses.